# Synaphosus turanicus
Synaphosus turanicus Ovtsharenko, Levy & Platnick, 1994 è un ragno appartenente alla famiglia Gnaphosidae.

## Etimologia
Il nome della specie deriva dalla regione dell'Asia centrale di rinvenimento degli esemplari: il Tūrān.

## Caratteristiche
L'olotipo maschile rinvenuto ha lunghezza totale è di 3,65mm; la lunghezza del cefalotorace è di 1,28mm; e la larghezza è di 0,95mm.

## Distribuzione
La specie è stata reperita nel Kazakistan occidentale: l'olotipo maschile è stato rinvenuto nei pressi di Baskorgan, nella riserva di Ustyurt, appartenente alla regione di Mangghystau.

## Tassonomia
Al 2016 non sono note sottospecie e dal 1994 non sono stati esaminati nuovi esemplari.